# 스타 컨트롤
《스타 컨트롤》(Star Control)은 폴 리치 3세와 프레드 포드가 개발한 일련의 우주 배경 비디오 게임 시리즈이다. 첫 두 편은 토이스 포 밥이 개발했다.  첫 번째 게임 《스타 컨트롤 (1990)》은 전략 비디오 게임이다. 두 번째 게임 《스타 컨트롤 II (1992)》는 이야기에 중심을 둔 액션 어드벤처 게임이다. 세 번째 게임 《스타 컨트롤 3》은 레전드 엔터테인먼트가 개발했으며 2편에 맞춰 액션 어드벤처 게임으로 제작했다.
《스타 컨트롤 II》는 깊이있는 세계관과 이야기로 최고의 컴퓨터 게임으로 거론된다. 2013년, 저작권을 소유한 기업 아타리 SA가 파산하고 최고 입찰자 스타독이 새로운 《스타 컨트롤》 게임을 개발하려 했으나 지적자산에 대한 원저작자 폴 리치와의 저작권 분쟁으로 법정 공방을 치렀다.

## 게임
- 《스타 컨트롤》 (1990)
- 《스타 컨트롤 II》 (1992)
- 《스타 컨트롤 3》 (1996)